# 拉内-索科利夫斯基
49°10′37″N 24°2′40″E / 49.17694°N 24.04444°E
拉内-索科利夫斯基（烏克蘭語：Лани-Соколівські），是烏克蘭的村庄，位於該國西部利沃夫州，由斯特雷區斯特雷市鎮負責管轄，始建於1722年，面積8.55平方公里，2001年人口735，人口密度每平方公里85.96人。